# Trois dimensions
« 3D » redirige ici. Pour les autres significations, voir 3D (homonymie).
Trois dimensions, tridimensionnel, ou 3D, sont des expressions qui caractérisent l'espace qui nous entoure, tel que perçu par notre vision, en ce qui concerne la largeur, la hauteur et la profondeur.
Le terme « 3D » est également (et improprement) utilisé (surtout en anglais) pour désigner la représentation en images de synthèse (numérique), le relief des images stéréoscopiques ou autres images en relief, et même parfois le simple effet stéréophonique, qui ne peut par construction rendre que de la 2D (il ne s'agit donc que du calcul des projections perspectives, des ombrages, des rendus de matières).

## Mathématiques

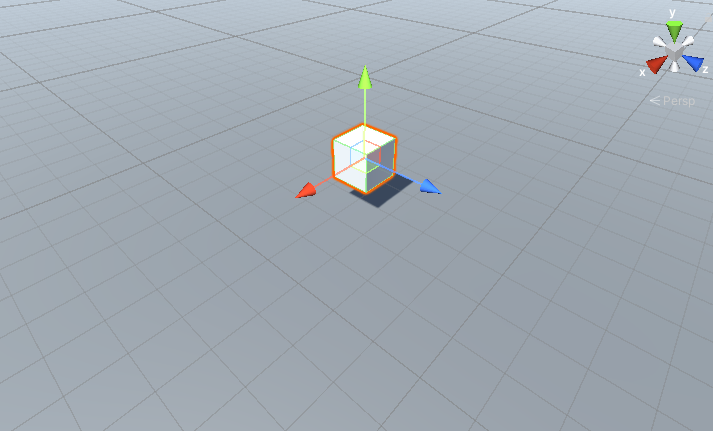
Les trois axes d'un système de coordonnées orthogonales montrés sur un cube.

En mathématiques, cette notion correspond à la géométrie euclidienne dans l’espace ; l'espace est repéré par trois axes orthogonaux, contrairement au plan composé de deux dimensions.
Les trois dimensions géométriques sont : la largeur (gauche/droite) d'axe x, ou abscisse, la profondeur (avant/arrière) d'axe z, ou cote, et la hauteur (haut/bas) d'axe y, ou ordonnée. En mathématiques, la notion de dimension est plus étendue et ne se limite pas à la géométrie euclidienne. Voir par exemple l'article 3-variété.

## Informatique

Animation « 3D ».

En informatique, les modèles tridimensionnels (figures ou images de synthèse) nécessitent des calculs sans complexité particulière, mais extrêmement nombreux. Ils peuvent être représentés, soit par des perspectives de diverses directions sur un écran en deux dimensions (ce qui rend le terme « 3D » impropre, un écran n'ayant que deux dimensions), soit sur des dispositifs de type film gaufré ou lunettes à cristaux liquides permettant de voir une image différente avec chaque œil.
Depuis la fin des années 1990, une grande partie des ordinateurs possèdent une unité de traitement annexe dédiée à ce type de calculs (processeur graphique ou GPU). Plusieurs logiciels, dont le logiciel open-source Blender, permettent de créer ces modèles 3D avec des ordinateurs conventionnels ; ce qui est alors qualifié de synthèse d'image 3D.

## Images «3D» imprimées
Plusieurs techniques permettent d'imprimer des images pouvant donner une impression de profondeur : 
- Image stéréoscopique[1] nécessitant le port de lunettes spécifiques, bicolores ou polarisantes, permettant au cerveau de reconstituer une vision stéréoscopique ;
- Holographie : le support est un film transparent pour une image en transmission ou un film argenté pour une image en réflexion, et il contient une figure d'interférence obtenue avec un laser ; la diffraction sur cette figure, similaire à un réseau de diffraction, crée une image volumique visible à l'œil nu, mais ne permet pas un rendu de couleur.

D'autres techniques permettent ou permettront de se passer de lunettes spéciales comme c'est le cas de l'imagerie lenticulaire (de type carte postale ou gadgets) généralement imprimée (ou contrecollée) sur support rainuré côté spectateur. En 2010 est mise au point en Allemagne une technique, associant un mode particulier d'impression et d'éclairement produisant des images 3D de grande taille. 
Le prototype réalisé en 2010 mesurait 1 mètre carré (format A0) mais le groupe estime pouvoir atteindre un panneau de cinq mètres. L'image préalablement modifiée par ordinateur est imprimée sur un réseau de centaines de milliers de lentilles qui la renvoient de manière différente selon le point de vue. Plusieurs milliers de points de vue sont possibles.

## Images stéréoscopiques animées
Depuis ses origines et bien avant l'apparition de la couleur, le cinéma a exploité la stéréoscopie, principalement grâce aux procédés de anaglyphes. Durant les années 1950, les studios hollywoodiens ont exploité le système à filtres polarisés puis à partir des années 2000 avec l'adoption des formats numériques, les salles se sont également dotées du principe électronique à obturation alternée (lunettes dites « actives »).
En dépit de quelques expériences anaglyphiques depuis les années 1930 puis 1950, le succès commercial de la télévision en 3D est devenu une réalité à partir de la fin des années 1990 pour connaître un réel développement industriel à partir des années 2000. Deux principes et dispositifs pour restituer les effets stéréoscopiques sont commercialisés : de type « actif » avec lunettes électroniques ou de type « passif » avec lunettes à filtres polarisés. Plus complexe et plus coûteux à industrialiser notamment en ce qui concerne les écrans de grande taille, l'autostéréoscopie (effet relief sans lunette) a été introduite notamment avec l'alioscopie dès la fin des années 1990, sur le principe lenticulaire.
La vidéoprojection stéréoscopique destinée au grand public nécessite des lunettes « actives » électroniques ou un écran spécial (métallisé ou offrant une certaine réfraction de la lumière) associé à des lunettes « passives » à filtres polarisés.

## Cinéma numérique
En 2000, le français Philippe Binant réalise à Paris la première projection publique de cinéma numérique qui marque le début de l'essor de la « 3D » dans l'industrie du cinéma .